# شیخ‌یاهشی (صندوق‌لی)
شیخ‌یاهشی (به ترکی استانبولی: Şeyhyahşi) یک منطقهٔ مسکونی در ترکیه است که در صندوق‌لی واقع شده‌است.